# وزلینز
وزلینز (به انگلیسی: The vaselines) ‏ یک گروه پاپ/راک اسکاتلندی است که در سال ۱۹۸۶ تشکیل شد.
آنها در طول فعالیت چهارسالهٔشان با اقبال زیادی مواجه نشدند و تنها زمانی که کِرت کوبین
(که از یوژن کلی و فرنسیس مک‌کی به‌عنوان ترانه‌سرایان مورد علاقه‌اش یاد می‌کرد) ۳ آهنگ از ساخته‌های‌شان را در آلبوم‌های زنا و آنپلاگد نیروانا کاور کرد، وزلینز مورد توجه عموم واقع شد.